# Argidia wedelina
Argidia wedelina là một loài bướm đêm trong họ Noctuidae.